# 陳鵬程
陳鵬程（?—?），清朝政治人物。

## 生平
1756年，於台灣擔任彰化縣儒學訓導，主要為負責教育方面的事務，品等為從七品。